# Ermitorio de San Bartolomé (Vistabella del Maestrazgo)
La ermita de San Bartolomé de Vistabella del Maestrazgo, en la comarca del Alcalatén, es un lugar de culto dedicado, localizado en el Camino a la Ermita de San Bartolomé s/n, que está catalogado como Bien de Relevancia Local , por estar incluido en el expediente de declaración del Bien de Interés Cultural, dentro de la delimitación de la protección del Castillo de Boi, y según la Disposición Adicional Quinta de la Ley 5/2007, de 9 de febrero, de la Generalitat, de modificación de la Ley 4/1998, de 11 de junio, del Patrimonio Cultural Valenciano (DOCV Núm. 5.449 / 13/02/2007), con código identificador: 12.04.139-007

## Historia
La Ermita de San Bartolomé, se le conoce como ermita de Sant Bertomeu del Boi y se ubica, en la parte norte del término municipal, a los pies del Castillo de Boi, en la sierra del mismo nombre y separado del núcleo poblacional de Vistabella del Maestrazgo por menos de diez quilómetros, pero próximo al término municipal de Culla.
La ermita, que estaba rodeada por otras casas del ya desaparecido núcleo poblacional de Boi (que fue independiente hasta 1405 cuando fue anexionado a Vistabella), forma parte de un complejo de edificaciones que constituyeron un ermitorio que contaba con la casa del ermitaño, hospedería y otras edificaciones, para la construcción de las cuales se emplearon materiales de la fortaleza de Boi.
También destaca la presencia en el conjunto de un peirón de piedra, al que se llega tras pasar por las masías del Collao, Baix y Nou, entre otras.
La construcción data del siglo XIV y se siguieron en ella los cánones del estilo gótico, pese a que posteriormente se realizaron en ella reformas considerables, sobre todo en 1558. Pese a estar abandonada en la actualidad, su estado de conservación todavía no es ruinoso.

## Descripción
La ermita que está adosada en su lado derecho a otras construcciones, y presenta, al igual que las otras ermitas de Vistabella del Maestrazgo, la ermita de San Antonio y la Ermita del Loreto, un atrio y una espadaña, pero en este caso, el atrio está cerrado por todos los lados menos por el de acceso a la ermita, constituido por un arco escarzano que permite llegar a la puerta de acceso al lugar de culto, la cual es de madera y está enmarcada en un arco apuntado formado por regulares dovelas. Presenta techumbre a dos aguas de la que se eleva una desproporcionada espadaña de tres huecos con una sola campana de reducidas dimensiones, y rematada con una cruz que está incompleta.
La planta es de nave única y rectangular, presenta cuatro crujías formadas por  arcos diafragma que sostienen la estructura de madera de la cubierta interior (mientras que externamente la techumbre es de teja roja), típica de la época de la reconquista, en el siglo XIV; mientras que el suelo está construido por losas de piedra.
La festividad de San Bartolomé se celebra el 24 de agosto.